# Layaway

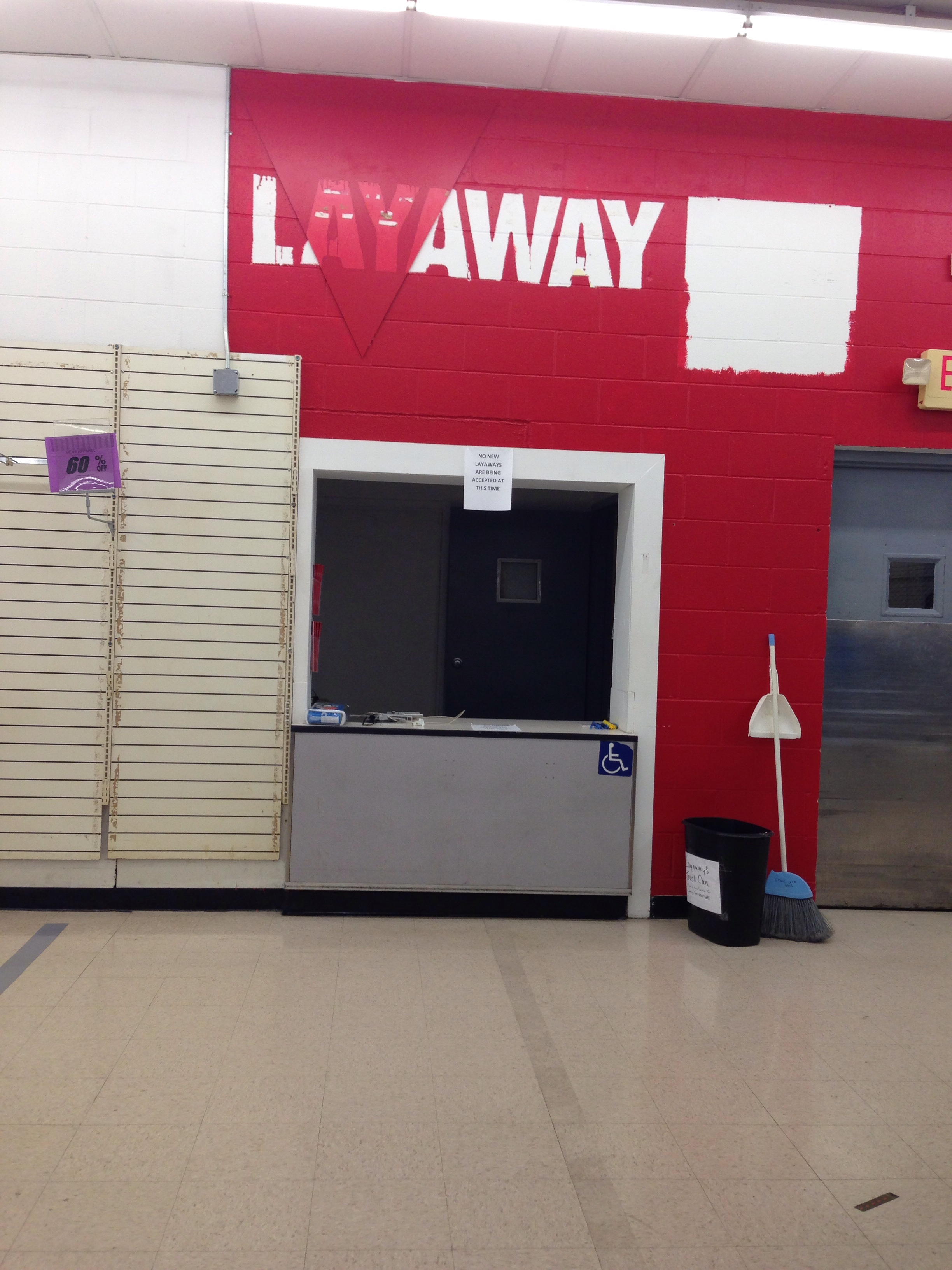
Guichet du layaway d'un magasin KMart (fermé en 2017).

Dans le monde anglo-saxon, le layaway (lay-by en Australie, Nouvelle-Zélande et Afrique du Sud) est un accord commercial par lequel le vendeur réserve un produit à un consommateur jusqu'à ce que celui-ci en ait réglé la totalité du prix.

## Description
Au lieu d'emporter le produit et de le rembourser par des paiements réguliers, comme pour une vente à crédit ou une location-vente, le consommateur ne le reçoit pas avant d'en avoir payé la totalité du prix. Celui-ci comporte parfois un petit supplément, puisque le vendeur doit « lay away » (mettre à l'écart) le produit, ce qui peut impliquer des frais de stockage. La faiblesse des risques pour le vendeur permet néanmoins d'offrir ce mode d'achat aux personnes peu ou pas solvables. Si la transaction n'aboutit pas, le produit est remis en vente ; l'argent déjà versé peut être entièrement rendu, rendu avec une petite retenue ou entièrement conservé par le vendeur.
Le principal avantage du layaway est l'absence d'intérêts. En outre, le prix est fixe, la disponibilité est garantie par l'existence physique du produit et si celui-ci est destiné à être offert il peut rester secret. Les acheteurs sont aussi assurés de ne pas vivre au-dessus de leurs moyens.

## Histoire
Les layaways sont devenus courants durant la Grande Dépression des années 1930. Ils ont largement disparu durant les années 1980, l'omniprésence des cartes de crédit réduisant leur utilité. Wal-Mart a annoncé en septembre 2006 que ses magasins n'assureraient plus ce service en raison de la baisse de la demande et de l'augmentation de son coût. Il l'a cependant relancé en septembre de 2011, en raison des nouvelles difficultés économiques et de l'augmentation des contraintes sur le crédit à la consommation. Durant l'année 2012, de nombreux commerces de détail ont fait une grosse publicité pour leur service de layaway, en l'offrant gratuitement si toutes les conditions étaient réunies. Kmart, au contraire, propose sans interruption son layaway aux États-Unis depuis plus de quarante ans ; à une certaine époque, il était le seul distributeur national à proposer ce service. Parmi les autres utilisateurs de programmes de layaway on compte Toys "R" Us, Burlington Coat Factory, Marshalls, Sears et T.J. Maxx. Au Canada, de nombreux commerces proposent du layaway, par exemple des marchands de vélo, des bijouteries et des organisateurs de voyages d'aventures.

## Variantes
Le layaway en ligne permet aux consommateurs d'acheter des produits par des versements programmés depuis un compte en banque,. Ce système simplifie le layaway en supprimant le coûteux stockage et le suivi des versements. Le produit à acheter reste au centre de distribution au lieu d'occuper un espace précieux dans les entrepôts du vendeur. Comme pour le layaway dans les magasins physiques d'antan, le consommateur peut financer l'achat de produits et de services en ligne sans devoir s'endetter. Les produits et services proposés vont des ordinateurs portables aux appareils de gymnastique et des tickets de concert aux offres de vacances.
Beaucoup de magasins proposent des layaways pendant la période de Noël, et c'est une tradition pour certains de payer les achats des autres, de manière à faire ainsi des cadeaux anonymes,,.
Il existe également de nombreux programmes de layaway pour l'achat d'automobiles,,.